# Polska Liga Koszykówki na Wózkach
Polska Liga Koszykówki na Wózkach (oficjalny skrót PLKnW) – polska liga koszykówki na wózkach utworzona w 1998 na wzór koszykówki osób pełnosprawnych. W ramach tej ligi odbywają się runda zasadnicza i runda play-off o tytuł Mistrza Polski. Zasady gry w koszykówkę na wózkach są takie same jak w koszykówce, z dwoma wyjątkami: wszyscy zawodnicy grają poruszając się na wózkach, drużyna musi spełniać wymagania, co do odpowiedniej klasyfikacji schorzeń zawodników. Kozłowanie piłki - istnieją dwie możliwości kozłowania piłki: zawodnik napędza wózek jedną ręką, a drugą równocześnie kozłuje lub trzyma piłkę na kolanach, wykonuje dwa ruchy napędzające wózek, a następnie kozłuje. Napędzanie wózka dłuższe niż dwukrotne oznacza błąd kroków
Początki koszykówki na wózkach w Polsce sięgają drugiej połowy lat siedemdziesiątych. Wtedy to po raz pierwszy, w roku 1977, reprezentacja Polski wystąpiła w mistrzostwach Europy w Raalte, w Holandii.
Organizowany jest także Turniej o Puchar Polski w Koszykówce na Wózkach, w którym biorą udział 4 najlepsze drużyny z poprzedniego sezonu.

## Sezony

### Sezon 2008/2009
1. KSN Start Warszawa
2. OrtoRes Start Rzeszów
3. IKS Konstancin
4. ŁTRSN Łódź
5. Start Wrocław
6. Chorzów

### Sezon 2007/2008
1. Orto-Res Start Rzeszów
2. KSN Start Warszawa
3. ŁTRSN Łódź
4. SKS Konstancin

### Sezon 2005/2006
1. ZSI Start Rzeszów
2. KSN Start Warszawa

### Sezon 2004/2005
1. ZSI Start Rzeszów
2. KSN Start Warszawa
3. SKS Konstancin
4. ŁTRSN Łódź
5. PPSON Start Białystok
6. UKS Poznań
7. WSSiRN Start Katowice
8. IKS Tarpan Zamość

### Sezon 2003/2004
1. ZSI Start Rzeszów
2. KSN Start Warszawa
3. SKS Konstancin
4. PPSON Start Białystok
5. ŁTRSN Łódź
6. WSSiRN Start Katowice
7. IKS Tarpan Zamość

### Sezon 2002/2003
1. KSN Start Warszawa
2. UKS Poznań
3. SKS Konstancin
4. ZSI Start Rzeszów
5. ŁTRSN Łódź
6. SKS Konstancin
7. PPSON Start Białystok
8. WSSiRN Start Katowice

### Sezon 2001/2002
1. START Rzeszów
2. WZSN Start- Impel Wrocław
3. KSN Start Warszawa
4. ŁTRSN Łódź
5. SKS Konstancin
6. PPSON Start Białystok
7. WSSiRN Start Katowice